# Església de la Trinitat (Luxemburg)
L'Església de la Trinitat (en luxemburguès: Dräifaltegkeetskierch) també coneguda com l'Església protestant, s'ha utilitzat des de 1817 per als serveis dels protestants a la ciutat de Luxemburg. Està situada al carrer de la Congregació del barri vell.

## Història

### Església Congregació
Al voltant de 1313, Friedrich von Meysenburg tenia una capella construïda en aquest lloc. El 1602, els dominics van construir un monestir al voltant de la mateixa església. Quan els jesuïtes es van establir a prop i van construir l'Ateneu de Luxemburg i l'església dels jesuïtes, que ara és la catedral de Nôtre-Dame, els dominics es van traslladar al mercat de peix, i el 1628 van vendre el monestir i l'església a la Congrégation Nôtre-Dame des chanoinesses de Saint-Augustin (Canongesses de Sant Agustí de la Congregació de la Mare de Déu). Aquesta ordre va ser fundada el 1597 en el Regne de Lotaríngia per Alix Le Clerc i l'abat Pierre Fourier. A Luxemburg, se'ls anomena col·loquialment Sophie-Schwësteren, i s'han dedicat a l'educació de les nenes des de la seva fundació.
Durant el setge de la ciutat per les tropes de Lluís XIV el 1684, l'església i el monestir van ser bombardejats i destruïts i després reconstruïts. El 1737 la pedra angular d'una nova església es va col·locar sobre els fonaments de l'antiga església. Aquesta nou edifici, molt similar a l'església Sant Paulí a Trèveris, va ser el primer edifici important barroc a la ciutat. El 1745 l'església va ser consagrada a la Santíssima Trinitat pel bisbe sufragani de Trèveris, Lothar Friedrich von Nalbach. Es van col·locar els primers altars el 1770. Aquests es troben repartits ara a l'església de Sant Miquel, i a les esglésies de Baschleiden i Everlange. Una gran pintura de Jean-Pierre Sauvage es troba ara a l'església d'Hellange. Aquestes peces d'art de l'església de la Trinitat van haver de ser portades a un lloc segur el 1795 des de l'entrada de les tropes de revolució francesa.
Fins aquest moment, es va utilitzar una cripta sota l'església com a lloc de sepultura. En dues files a la part superior, com a les catacumbes romanes, 32 tombes es troben, on estan enterrades 125 canongesses. A la cripta, també hi ha dues làpides, de les fundadores del monestir, Anne-Marie von Mansfeld (1585-1657) i Marguerite von Busbach (1579-1651). La cripta va ser redescoberta el 1939, sota el mandat del ministre d'Obres Públiques René Blum, mentre que l'església estava sent renovada. Els treballadors van trobar un adorn en una paret amb la inscripció Sanguis Eius Super Nos (La seva sang sigui en nosaltres - Mateu 27:25).

### Església protestant

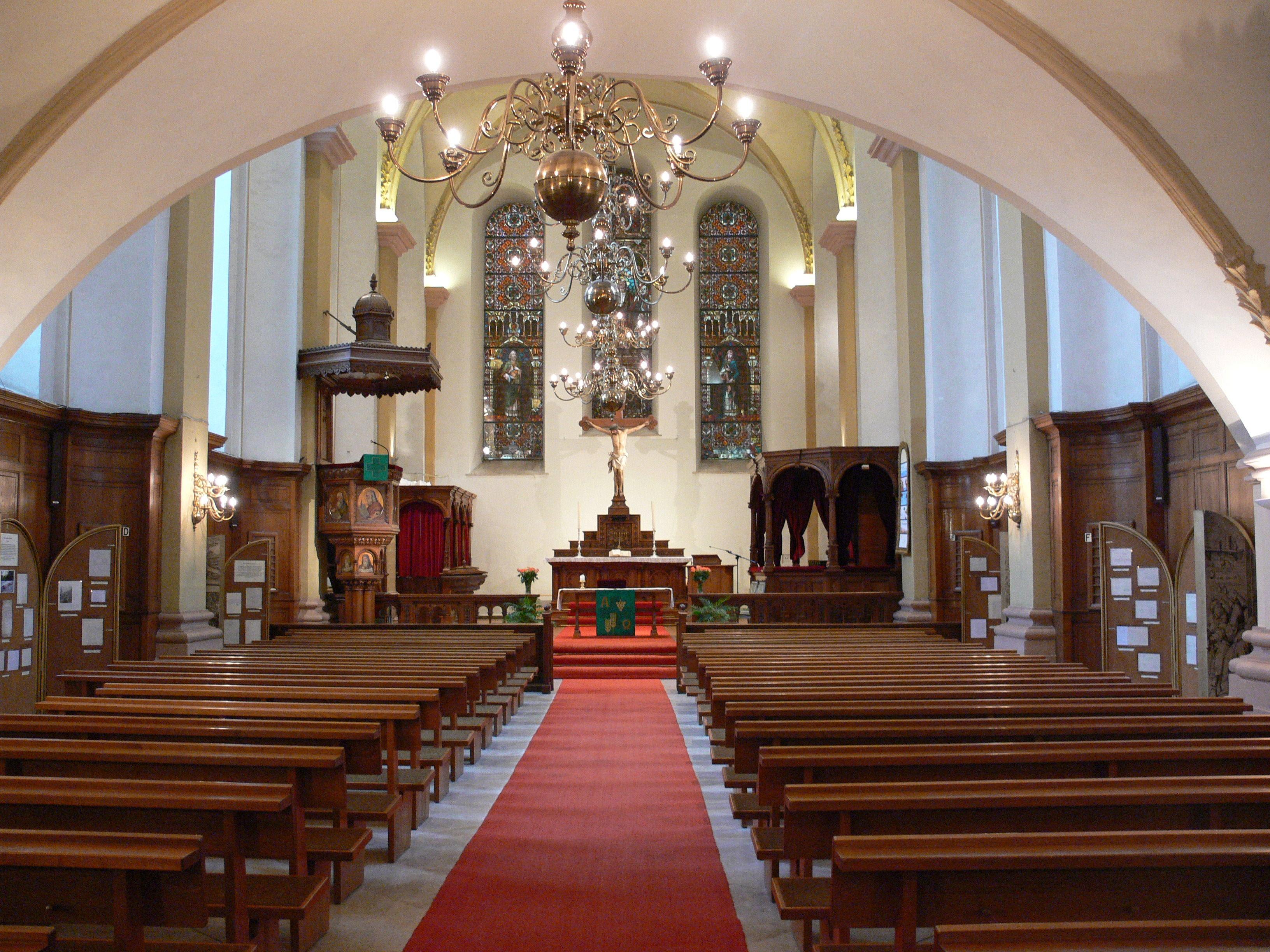
Interior de l'església

Després del Congrés de Viena, Guillem I dels Països Baixos es va convertir en Gran Duc de Luxemburg en 1815. Per decret reial del 20 d'octubre de 1817, l'església de la Congregació va ser reconstruïda per l'Estat com una església protestant per a les tropes dels prussians. Prop d'aquesta comunitat militar, va sorgir una comunitat civil protestant, integrada per funcionaris, soldats, artesans i treballadors.
Quan el 1890, la dinastia Nassau-Weilburg va assumir el tron de Luxemburg amb el Gran Duc Adolf, l'església de la Trinitat es va convertir en l'església de la dinastia governant de Luxemburg. El gran duc va donar tres vidrieres el 1901 per la paret est, juntament amb l'altar, la sagristia, el púlpit, la pica baptismal i la làmpada.
A la mort d'Adolf, el seu fill Guillem IV va pujar al tron, i es va casar amb la catòlica infanta Maria Anna de Portugal. L'acord matrimonial va estipular que tots els nens barons s'educarien en la religió protestant, i totes les dones en la catòlica. La parella va tenir sis filles i, per tant, la casa de govern de Luxemburg es va convertir en catòlica.
L'orgue va ser construït el 1877 per Stumm de Rhaunensulzbach. Donacions van arribar, entre d'altres, del Gran Duc de Saxe-Weimar. L'orguerenovat el 1998, té 1.350 tubs.